# Família Restúnio
Restúnio (em latim: Restunius; em armênio/arménio: Ռշտունի; romaniz.: Ṙštuni) foi uma família nobre (nacarar) de armênios.

## Vida

Reino da Armênia ca. 150

Possuíam terras na província de Vaspuracânia. Uma delas era o cantão de Restúnia na costa sul do lago de Vã, com a cidade capital de Vostã (moderna Guevaxe), a cidade-fortaleza de Altamar e Tosbe, certa vez Tuspa, a capital do Reino de Urartu. A outra era Besnúnia, ao norte do lago, obtida dos arsácidas após o extermínio da família Besnúnio. Moisés de Corene alude que os Restúnios eram ramo da família Siuni, mas Cyril Toumanoff não acha possível. Os Restúnios tradicionalmente eram reconhecidos como relacionados ao divino Haico. Toumanoff pensa que a origem de seu patronímico tem relação ao nome real de Rusa (quatro reis urartianos) e por seu Estado ocupar o núcleo da antiga monarquia urartiana, acha que tem ligação com essa monarquia. A Lista de Trono (Գահնամակ, gahnamak) os menciona em 7.ª posição entre as casas nobres. A Lista Militar (Զորնամակ, Zōrnamak), o documento que indica a quantidade de cavaleiros que cada uma das famílias nobres devia ceder ao exército real em caso de convocação, afirma que podiam arregimentar mil cavaleiros.

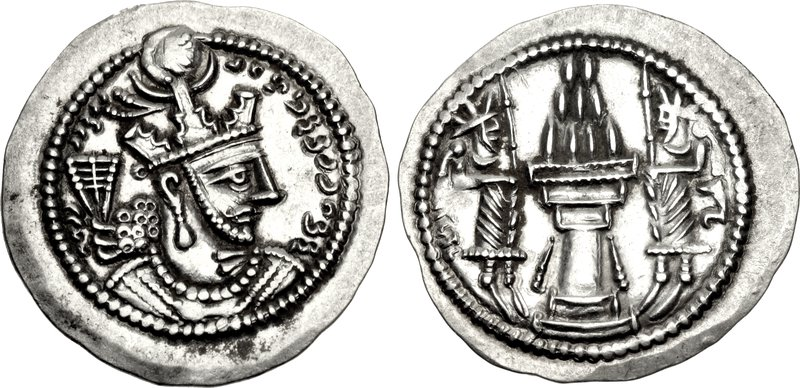
Dracma de r.

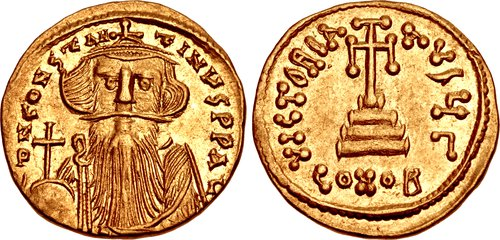
Soldo de r.

Moisés de Corene afirmou que o general parta do século I a.C. Barzafarnes pertencia a essa família. Segundo o relato de Agatângelo, um príncipe Restúnio, listado em nono numa lista de precedência, participou no concílio convocado pelo rei Tiridates III (r. 298–330) no outono de 314. Em 338, no tempo de Cosroes III (r. 330–339), Mirabandaces I, pai de Tazates, ajudou Vache I a lidar com a invasão de Sanatruces, chefe de masságetas e alanos, e a revolta independentista de Bacúrio, vitaxa de Arzanena. À época, Manachir foi "nomeado" um dos quatro comandantes-em-chefe da Armênia e ficou respondeu pela zona sul.[a] Após sua morte, foi sucedido em sua posição por seu outro irmão Zora. Ele rebela-se contra Tigranes VII (r. 339–350) e causa o massacre de sua família, mas seu sobrinho Tazates, o último membro de sua família, é salvo.
Em 358, Mirabandaces II participa de uma embaixada a Constantinopla na qual são libertados Genelo e Tirito, primos do rei Ársaces II (r. 350–368). Gareguim II, filho de Tazates, casou-se com Amazaspui, a irmã de Vasaces I, Vardanes I e Vaanes, o Apóstata, que matou-a por se recusar a apostatar o cristianismo em favor do zoroastrismo. Ele luta ao lado de Manuel Mamicônio contra o rei Varasdates (r. 374–378), mas é morto por certo Danunes. No tempo que a Armênia esteve sob disputa entre o Império Bizantino e Império Sassânida, os Restúnios apoiaram mais o segundo. Cerca de 449, é citado certo Artaces, convocado a corte de Ctesifonte pelo xá Isdigerdes II (r. 438–457).
Em 505-506, no Primeiro Concílio de Dúbio, um príncipe Restúnio assinou as atas do concílio. No século VII, Teodoro Restúnio serviu como mestre dos soldados no Império Bizantino e então governou a Armênia como patrício e príncipe (iscano) entre 643-645 em nome do imperador Constante II (r. 641–668). Em 653/654, negociou a paz com o Califado Ortodoxo e foi reconhecido como chefe da Armênia pelos árabes até sua queda em 655. Em seguida, sua família entra em declínio, Restúnia foi perdida à família Mamicônio e então à família Arzerúnio e então os Restúnios se extinguem sob domínio árabe.